# Meurandeh (Lembah Sabil)
Meurandeh is een bestuurslaag in het regentschap Aceh Barat Daya van de provincie Atjeh, Indonesië. Meurandeh telt 904 inwoners (volkstelling 2010).